# 卫城博物馆
卫城博物馆（希臘語：Μουσείο Ακρόπολης）是一間位於希臘雅典雅典衛城山下的考古博物館，專注於雅典衛城歷史遺跡的發現以及相關考古研究。收藏了希臘從爱琴文明、罗马时期到被拜占庭帝國統治期間，在於雅典衛城的岩石和周圍山坡上所發現的所有文物，建築物建立在於古羅馬和早期拜占庭時期的部分考古遺跡之上。
卫城博物馆成立於2003年，博物館組織成立於2008年。建築物於2009年6月20日向公眾開放。並在14,000平方公尺的面積上展出了4,250多件物品。

## 历史
卫城博物馆於2007年開始興建，同年陸續將雅典衛城的手工藝運到博物館內，該博物館於2008年落成，並於2009年6月20日星期六開幕。於開幕日時，希臘總理科斯塔斯·卡拉曼利斯呼籲大英博物館歸還巴特農神廟的大理石雕塑。

## 圖片

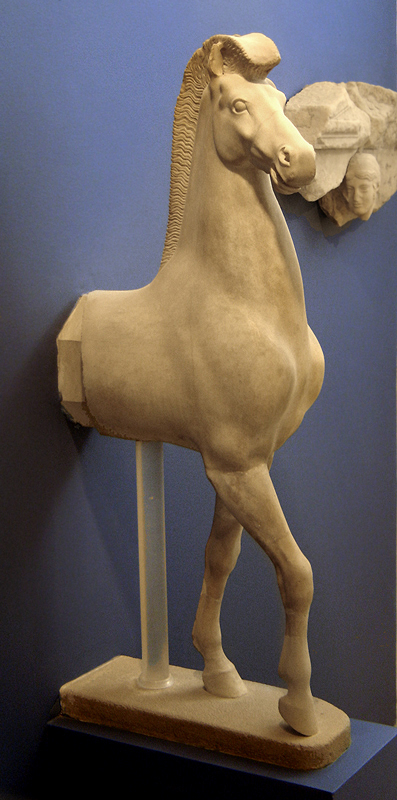
馬（公元前6世紀）
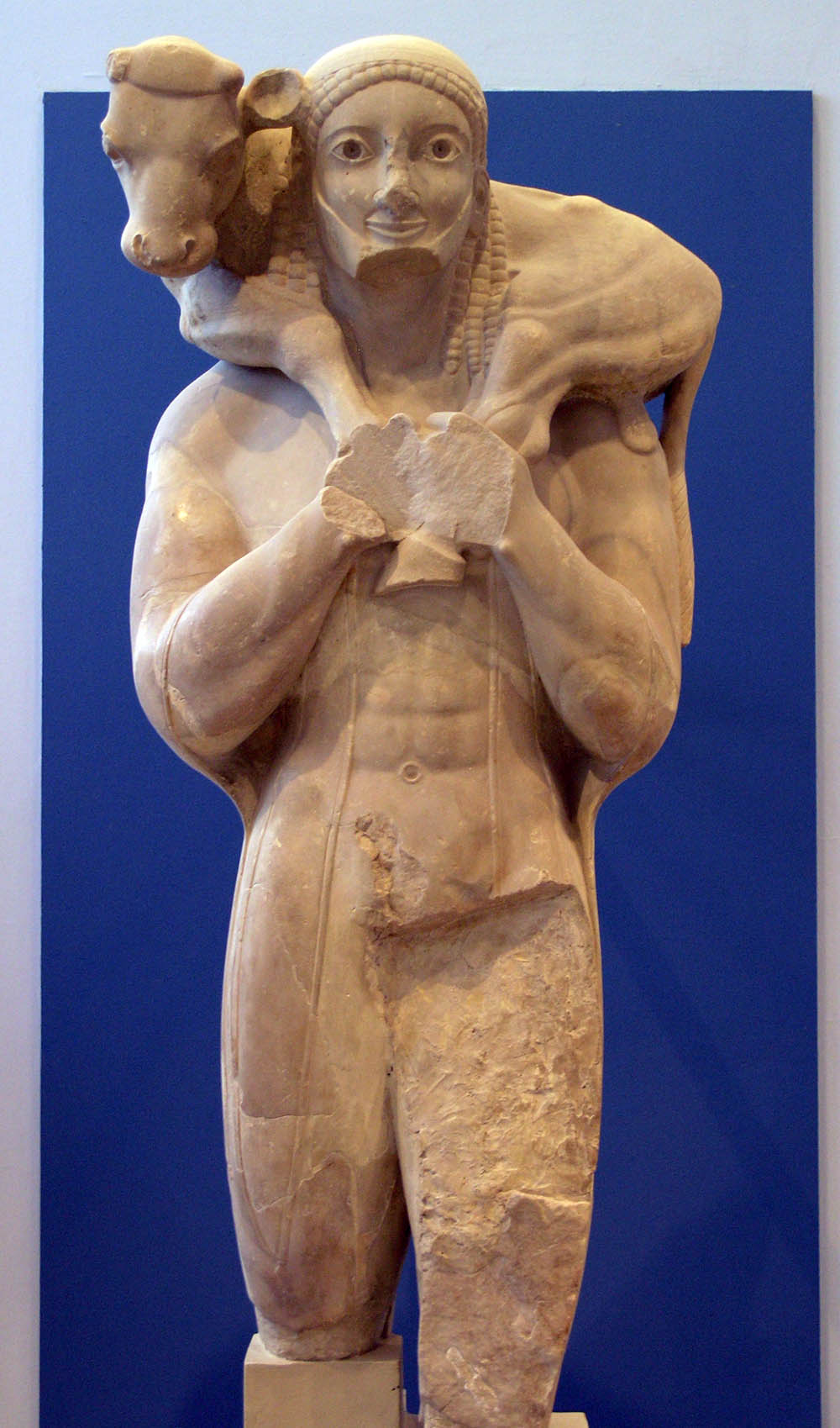
荷牛人 (前560年)
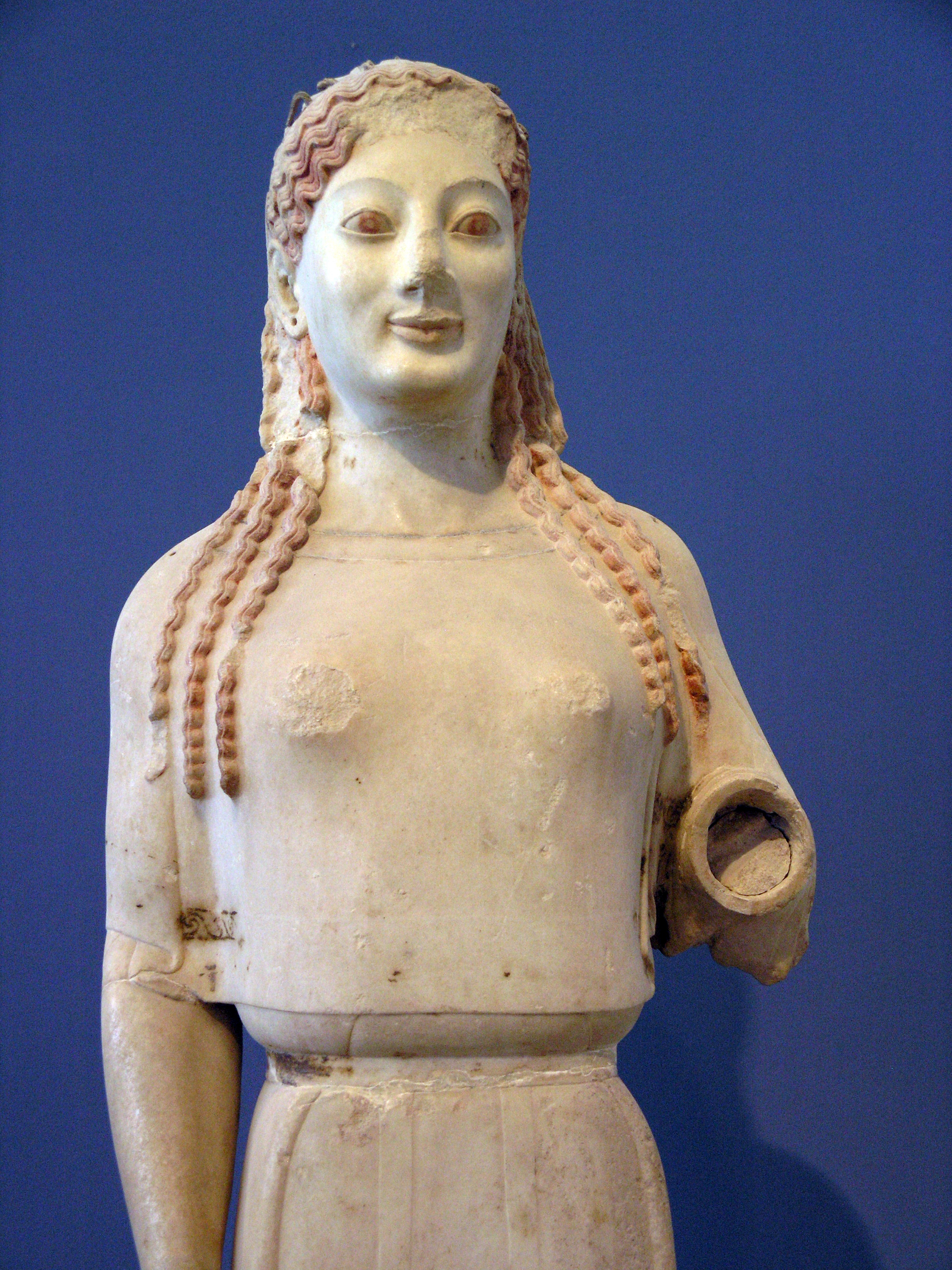
佩普洛斯科雷（英语：Peplos Kore） (前530年)
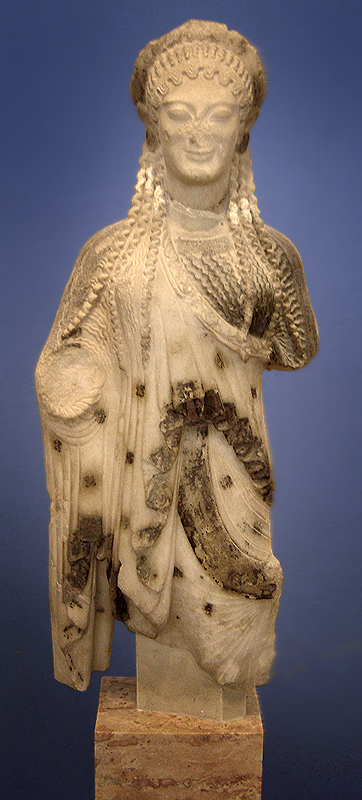
Acropolis Kore (510 BC)
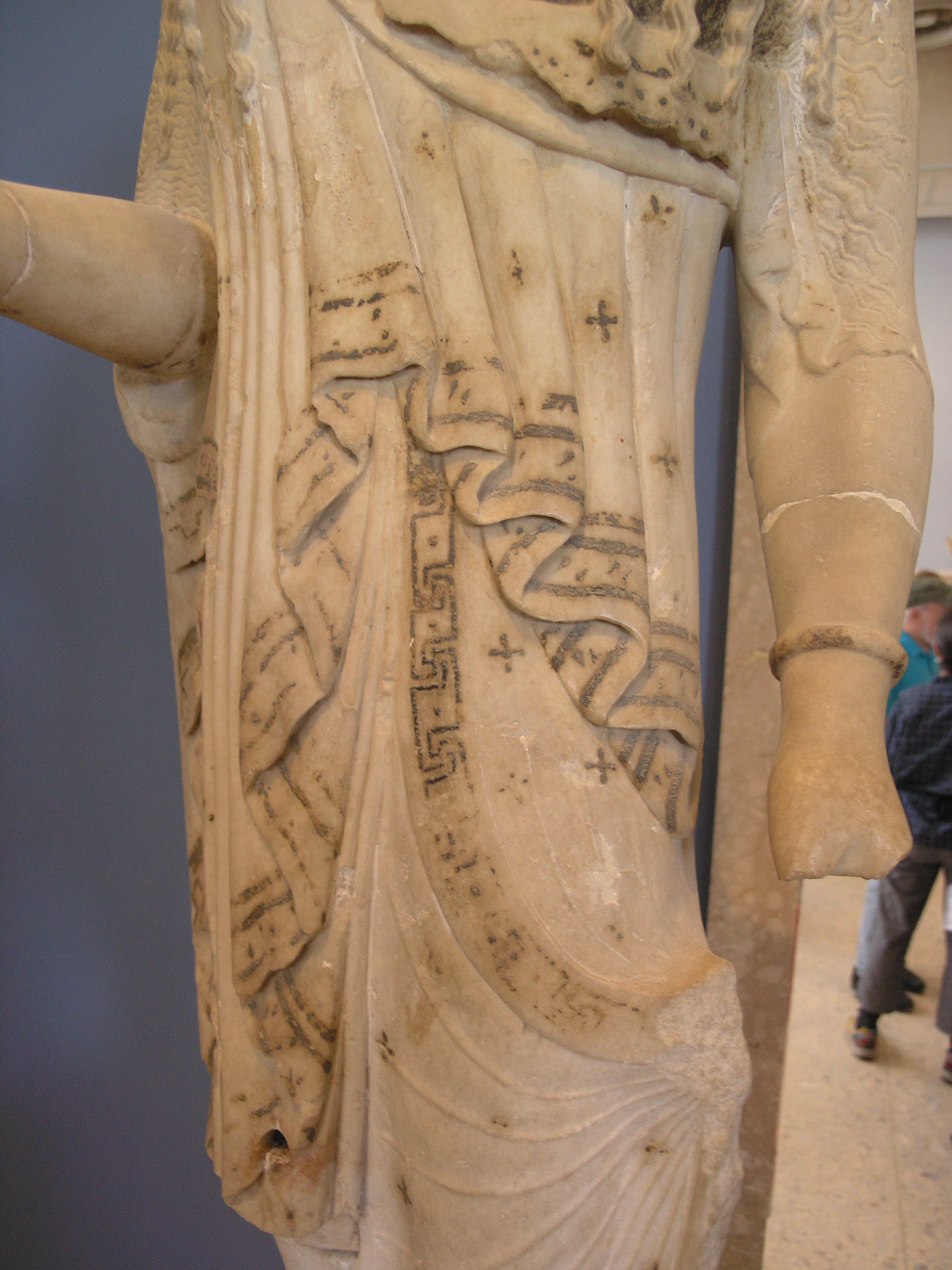
Detail of a Kore (530-520 BC)
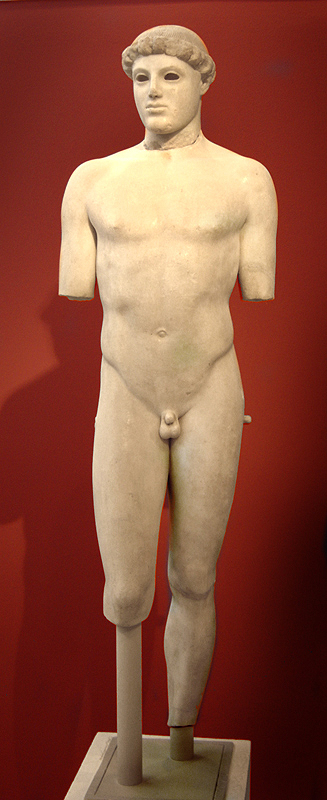
Kritios boy (c.480 BC)
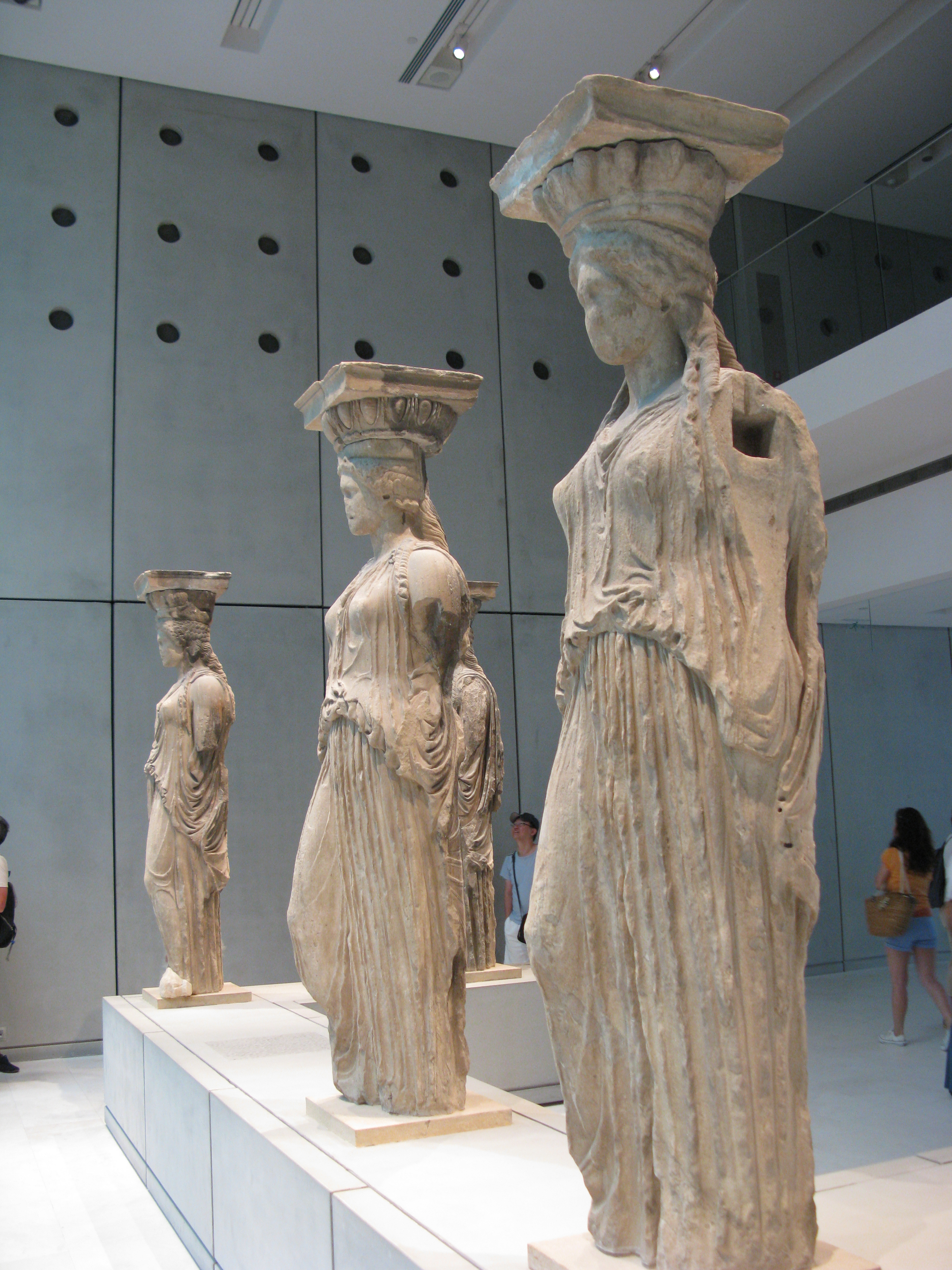
Caryatids of Erechtheum
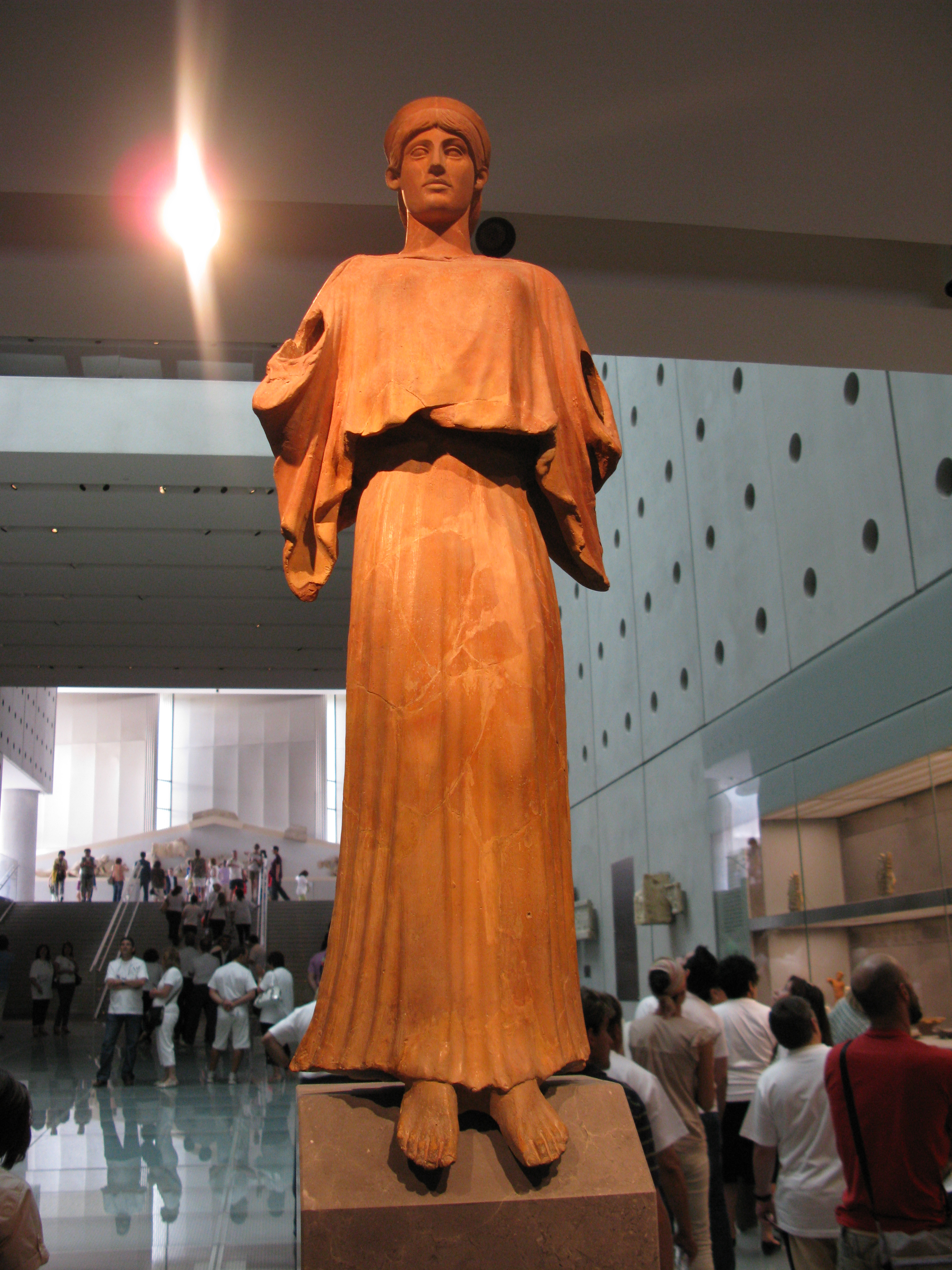
Goddess Nike (1st to 3rd century AD)
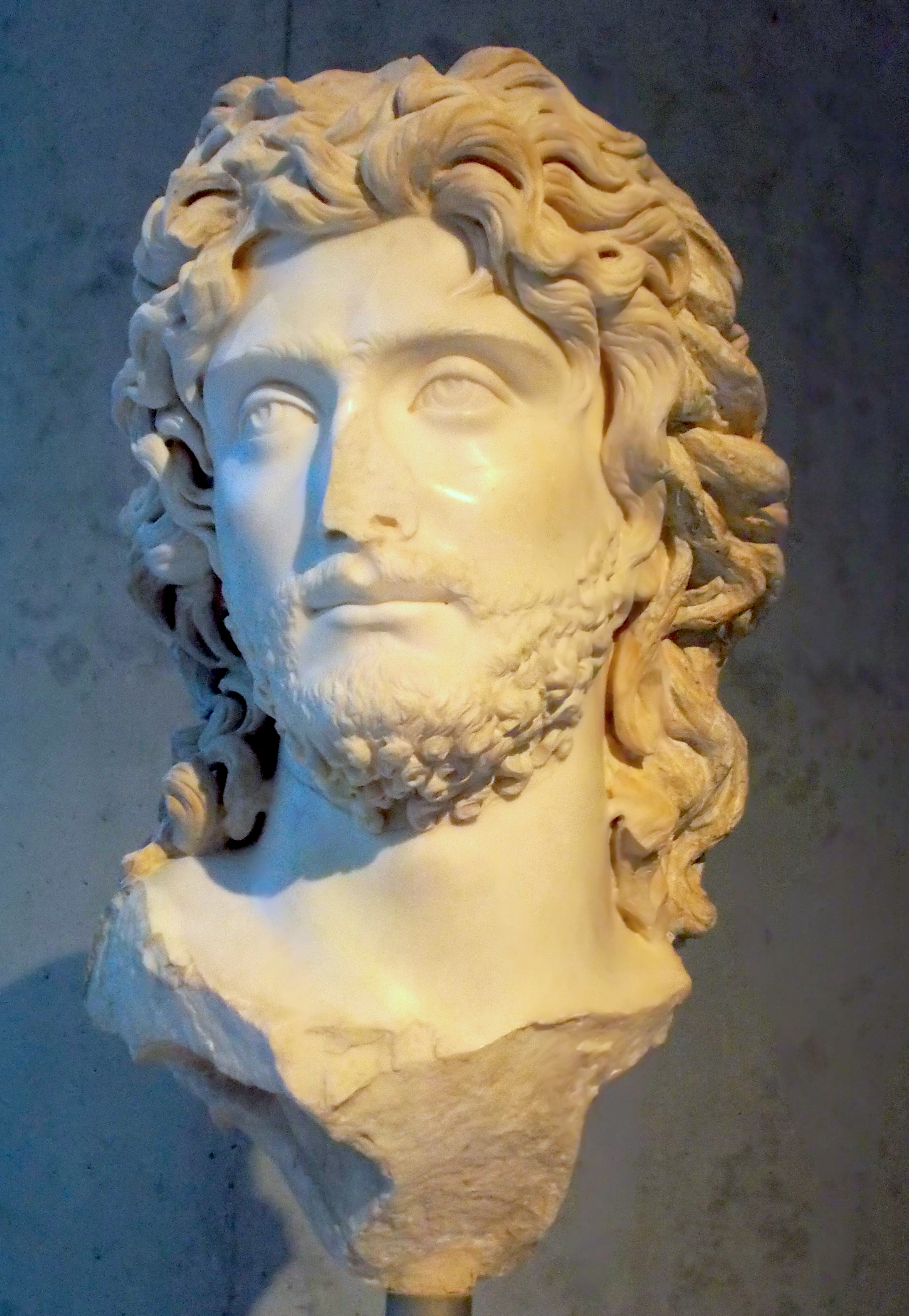
Bust of Tiberius Julius Sauromates II
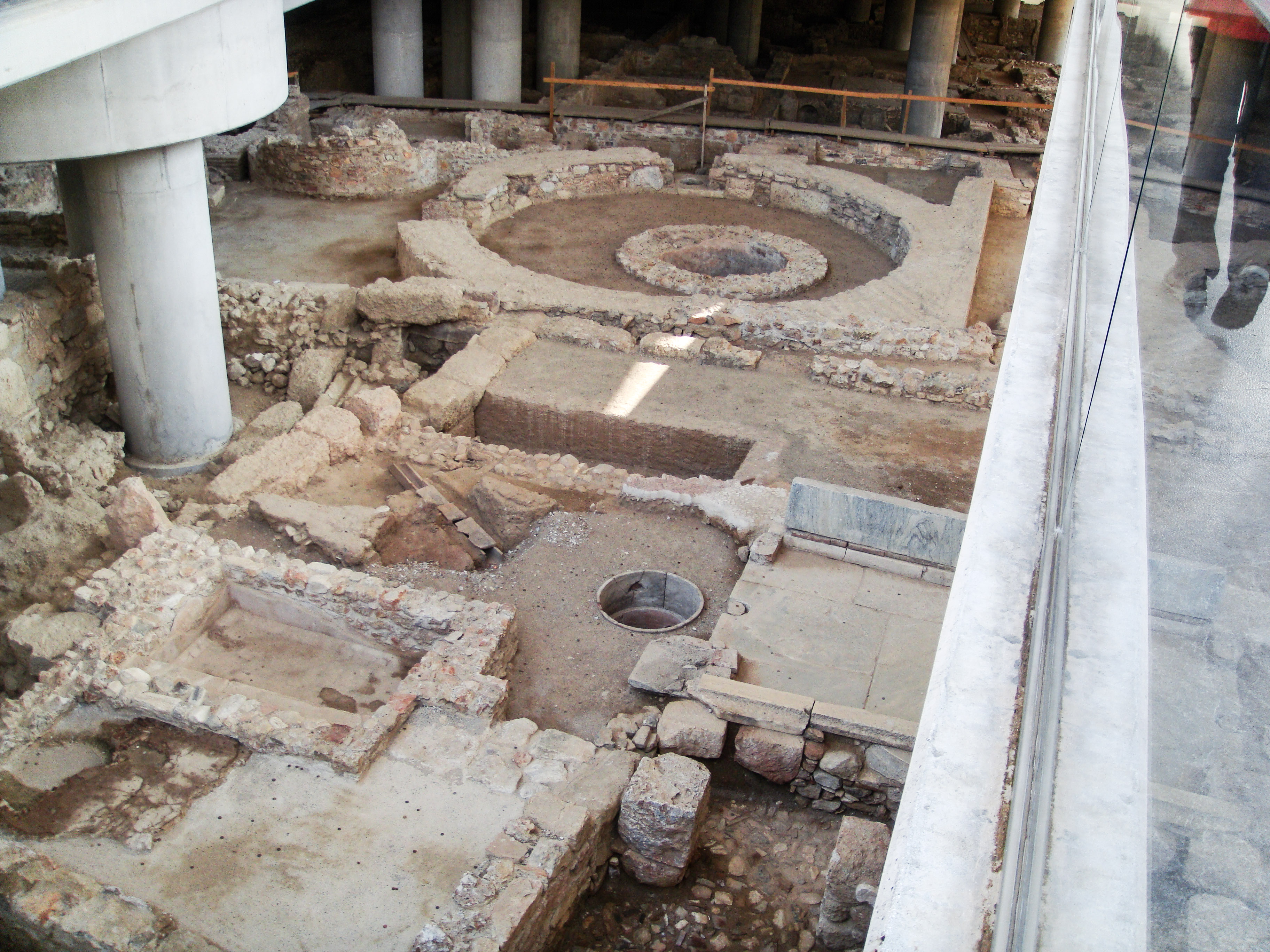
Archaeological site below the main entrance to the museum

## 延伸阅读
- 雅典國家考古博物館

## 外部連結
- Official site （页面存档备份，存于）
- The Parthenon frieze （页面存档备份，存于）.
- Color the Peplos Kore.
- Athena, Goddess of the Acropolis （页面存档备份，存于）.
- Google Art Project （页面存档备份，存于）.
- Acropolis Museum - Ebook by Latsis Foundation
- The New Acropolis by C. Sandis （页面存档备份，存于）
- A visitors look at the Acropolis Museum
- Review of the Acropolis Museum at UNRV.com

### 影片
- New Acropolis Museum Receives 2011 AIA Institute Honor Award for Architecture （页面存档备份，存于）
- New Acropolis Museum, Athens - Opening Ceremony Video Projections （页面存档备份，存于）

Template:雅典地标